# Fussels Corner
Fussels Corner ist ein census-designated place (CDP) im Polk County im US-Bundesstaat Florida.  Das U.S. Census Bureau hat bei der Volkszählung 2020 eine Einwohnerzahl von 5.560 ermittelt.

## Geographie
Fussels Corner grenzt im Osten direkt an die Stadt Auburndale und liegt rund 20 km nördlich von Bartow sowie etwa 50 km östlich von Tampa. Der CDP wird vom U.S. Highway 92 (SR 600) sowie von der Florida State Road 570 (Polk Parkway, mautpflichtig) durchquert.

## Demographische Daten
Laut der Volkszählung 2010 verteilten sich die damaligen 5561 Einwohner auf 3032 Haushalte. Die Bevölkerungsdichte lag bei 303,9 Einw./km². 87,5 % der Bevölkerung bezeichneten sich als Weiße, 4,2 % als Afroamerikaner, 0,6 % als Indianer und 0,4 % als Asian Americans. 5,8 % gaben die Angehörigkeit zu einer anderen Ethnie und 1,4 % zu mehreren Ethnien an. 10,1 % der Bevölkerung bestand aus Hispanics oder Latinos.
Im Jahr 2010 lebten in 18,3 % aller Haushalte Kinder unter 18 Jahren sowie 55,3 % aller Haushalte Personen mit mindestens 65 Jahren. 69,7 % der Haushalte waren Familienhaushalte (bestehend aus verheirateten Paaren mit oder ohne Nachkommen bzw. einem Elternteil mit Nachkomme). Die durchschnittliche Größe eines Haushalts lag bei 2,27 Personen und die durchschnittliche Familiengröße bei 2,61 Personen.
16,9 % der Bevölkerung waren jünger als 20 Jahre, 16,3 % waren 20 bis 39 Jahre alt, 20,2 % waren 40 bis 59 Jahre alt und 46,6 % waren mindestens 60 Jahre alt. Das mittlere Alter betrug 57 Jahre. 49,2 % der Bevölkerung waren männlich und 50,8 % weiblich.
Das durchschnittliche Jahreseinkommen lag bei 37.541 $, dabei lebten 10,9 % der Bevölkerung unter der Armutsgrenze.
Im Jahr 2000 war Englisch die Muttersprache von 89,75 % der Bevölkerung und Spanisch sprachen 10,25 %.